# Kolonia Unieck
Kolonia Unieck – część wsi Unieck (do 31 grudnia 2002 kolonia) w Polsce, położona w województwie mazowieckim, w powiecie płońskim, w gminie Raciąż.